# Węglik wanadu
Węglik wanadu, VC – nieorganiczny związek chemiczny z grupy węglików, połączenie węgla i wanadu.

## Budowa cząsteczki
Krystalizuje w układzie regularnym (grupa przestrzenna Fm3m). Kryształy węgliku wanadu są izomorficzne między innymi z kryształami tlenku wanadu(II) i azotku wanadu.

## Otrzymywanie

### Skala laboratoryjna
Istnieje wiele metod syntezy węgliku wanadu. Jedna z nich, stosowana w produkcji VC do zastosowań katalitycznych (to znaczy o dużej powierzchni właściwej), polega na redukcji V
2O
5 do V
2O
3 za pomocą gazowego wodoru w temperaturze 430 °C i przereagowaniu powstałego tlenku z metanem przy około 1000 °C:
V
2O
5 + 2H
2 → V
2O
3 + 2H
2O
V
2O
3 + 5CH
4 → 2VC + 3CO + 10H
2

### Skala przemysłowa
W skali przemysłowej otrzymywany jest między innymi poprzez ogrzewanie węgla z V
2O
5 lub V
2O
3 w temperaturze 1100 °C w atmosferze wodoru lub poprzez bezpośrednią reakcję węgla z wanadem w temperaturze 1100–1500 °C.

## Właściwości

### Właściwości fizyczne
Materiał ogniotrwały, o wysokiej twardości (91 w skali Rockwella A) i niskiej rezystywności (1,5μΩ·m).

### Właściwości chemiczne
Odporny na działanie zimnych kwasów, z wyjątkiem HNO
3; roztwarza się w gorących kwasach utleniających. Utlenia się na wolnym powietrzu przy temperaturze 800 °C.
W wysokotemperaturowej reakcji VC z suchym chlorowodorem powstaje metan, wodór, węgiel, VCl2 i VCl3. Dokładny stosunek stężeń produktów zależy od temperatury i momentu przerwania reakcji.

## Zastosowanie

### Metalurgia
Jest  dodatkiem (0,3–0,5%) do twardych stopów metali, ze względu na jego zdolność ograniczania wzrostu ziaren w procesie rekrystalizacji, w szczególności do węgliku spiekanego WC-Co. Znajduje zastosowanie w powłokach ochronnych wyrobów stalowych (głównie narzędzi tnących), zwiększając twardość i wytrzymałość powierzchni, a także czyniąc je bardziej odpornymi na korozję.

### Kataliza
Węglik wanadu stosuje się również w katalizie.
Elektrody pokryte nanocząstkami VC wykazują wysoką wydajność i wytrzymałość w procesie elektrokatalitycznego wydzielania wodoru, zarówno w środowisku kwaśnym, jak i zasadowym. Wodór jest wysokokalorycznym nośnikiem energii, stosowanym w ogniwach paliwowych, między innymi w samochodach i pociągach. Produkcja wodoru z wody za pomocą elektrolizy pozwala na magazynowanie energii elektrycznej pochodzącej ze źródeł odnawialnych. Węglik wanadu może być również stosowany jako materiał elektrodowy w ogniwach paliwowych do redukcji tlenu (ORR, ang. Oxygen reduction reaction).
VC znajduje zastosowanie jako katalizator w reakcjach syntezy alkanów z alkoholi, przy rozkładzie amoniaku, w ogniwach słonecznych uczulanych barwnikiem oraz innych dziedzinach.